# GERmanium Detector Array
L'esperimento GERDA (GERmanium Detector Array) è volto alla ricerca del doppio decadimento beta senza emissione di neutrini (0νββ) dell'isotopo Ge-76; si trova presso i Laboratori nazionali del Gran Sasso dell'Istituto nazionale di fisica nucleare. L'osservazione del decadimento 0νββ proverebbe che il neutrino è una particella di Majorana e che il numero leptonico non è sempre conservato: questo risultato avrebbe significative implicazioni nella fisica delle particelle ed in cosmologia.
La caratteristica principale dell'esperimento GERDA è l'utilizzo di una serie di rivelatori al germanio ad alta purezza (HPGe) arricchiti in Ge-76. Il germanio ha la doppia funzione di generare un eventuale decadimento 0νββ e di rivelarlo.
Nei dati raccolti durante la prima fase dell'esperimento, durata dal novembre 2011 al maggio 2013, non sono stati osservati decadimenti 0νββ.